# European Aviation Air Charter
European Aviation Air Charter és una companyia aèria britànica amb seu a Bournemouth.
Fou fundada l'any 1989 per Paul Stoddart.

## E.A.A.C. a la Fórmula 1
European és el nom que va utilitzar l'empresa European Aviation Air Charter per esponsoritzar l'escuderia Minardi. D'aquesta forma l'equip va passar a anomenar-se Minardi-European F1.
European F1 va participar en el campionat del món de Fórmula 1 a la temporada 2001.